# Spilogale
Genre
Le genre Spilogale appartient à la famille des Méphitidés.

## Liste d'espèces
- Spilogale angustifrons Howell, 1902- mouffette tachetée méridionale[1]
- Spilogale gracilis Merriam, 1890 - mouffette tachetée occidentale
- Spilogale putorius (Linnaeus, 1758) — mouffette tachetée orientale
- Spilogale pygmaea Thomas, 1898 — mouffette tachetée naine